# Réjean Ducharme
Réjean Ducharme (Saint-Félix-de-Valois, 12 agosto 1941 – Montréal, 21 agosto 2017) è stato uno scrittore, sceneggiatore e drammaturgo canadese.

## Biografia
Réjean Ducharme nasce il 12 agosto 1941 a Saint-Félix-de-Valois, nella provincia del Québec.
Esordisce a 25 anni con il fortunato L'Avalée des avalés (tradotto due volte in italiano) che lo consacra subito come uno dei migliori autori canadesi della sua generazione, arrivando finalista al Premio Goncourt e ricevendo paragoni con Il giovane Holden.
Scrittore, sceneggiatore, drammaturgo e scultore, al pari di altri autori celebri come J. D. Salinger e Thomas Pynchon, ritroso alle ribalte letterarie, vive la sua popolarità nel più completo anonimato senza farsi vedere in pubblico o fotografare.
Muore a 76 anni a Montréal il 21 agosto 2017.

## Opere

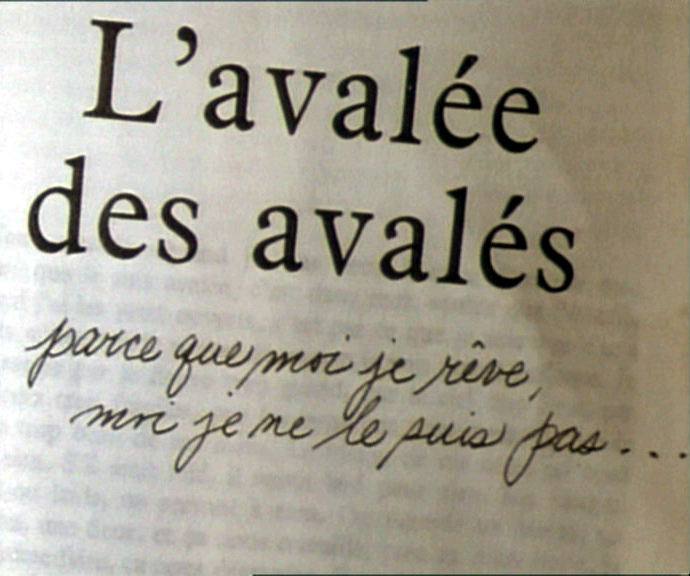
Prima pagina de L'Avalée des avalés

### Romanzi
- L'Avalée des avalés (1966)

La valle delle vergogne, Milano, Longanesi, 1968 traduzione di Maria Dazzi
Inghiottita, Roma, La Nuova Frontiera, 2018 traduzione di Alice Coseggio ISBN 9788883733284
- Le Nez qui voque (1967)
- L'Océantume (1968)
- La Fille de Christophe Colomb (1969)
- L'Hiver de force (1973)
- Les Enfantômes (1976)
- Dévadé (1990)
- Va savoir (1994)
- Gros Mots (1999)

### Teatro
- Le Cid maghané (1968)
- Ines Pérée et Inat Tendu (1968)
- Le Marquis qui perdit (1969)
- Ines Pérée et Inat Tendu (1976)
- Ha ha!... (1978)

## Filmografia
- Les Bons Débarras (1980) regia di Francis Mankiewicz (sceneggiatura)
- Les Beaux Souvenirs (1981) regia di Francis Mankiewicz (sceneggiatura)
- Le Grand Sabordage (1973) regia di Alain Périsson (soggetto)

## Alcuni Riconoscimenti
- 1968 : Guggenheim Fellowship
- 1966 : Prix du Gouverneur général per L'Avalée des avalés
- 1973 : Prix du Gouverneur général per L'Hiver de force
- 1974 : Prix littéraire Canada-Communauté française de Belgique
- 1976 : Prix Québec-Paris per Les Enfantômes
- 1982 : Prix du Gouverneur général per Ha ha!...
- 1983 : Prix littéraires du Journal de Montréal
- 1990 : Prix Gilles-Corbeil
- 1991 : Prix Alexandre-Vialatte per Dévadé
- 1994 : Prix Athanase-David
- 1999 : Grand Prix national des lettres[5]
- 2000 : Ufficiale dell'Ordine nazionale del Québec